# Johannes Smuts
Jan (ou Johannes) Smuts est un zoologiste sud-africain, né en 1775 et mort en 1834.
Il est l’auteur de Dissertatio Zoologica inauguralis, exhibens Enumerationen mamalium Capensium… publié en 1832, où il décrit plusieurs nouvelles espèces de mammifères.